# Abd al-Aziz ibn Marwan
Abd al-Aziz ibn Marwan (fallecido en 704 o 705) fue un miembro de la dinastía omeya y gobernador de Egipto en los años 686 al 704 o 705. La cronología de este período es incierta.
Abd al-Aziz era hijo del cuarto califa omeya, Marwan I (684-685), y hermano del quinto, Abd al-Malik (685-705); fue padre del octavo califa omeya, Omar II (717-720). Su nombre significa «esclavo del Autosuficiente, hijo de Marwan».
Abd al-Aziz fue nombrado gobernador de Egipto en 686 por su hermano, el califa Abd al-Malik. Según el historiador Roger Collins, Abd al-Aziz envió la expedición de 686 o 688 a Ifriqiya (África del Norte), a cargo del general Zuhayr ibn Qays, que derrotó al líder bereber Kusaila (o Kasila) y retomó Kairuán. En cambio, el historiador Hugh Kennedy atribuye la iniciativa de la misma directamente al califa Abd al-Malik.
De igual manera, Collins atribuye a Abd al-Aziz el nombramiento en 603, 604 o 605 del siguiente gobernador de Ifriqiya, Hassan ibn al-Numan al-Ghassani (603/5-704/5), mientras que Kennedy nuevamente lo atribuye al califa.
Kennedy y Collins tampoco coinciden en cuanto a la destitución de Hassan en 704 o 705 y el nombramiento de su sucesor, Musa ibn Nusayr (704/5-714), quien dirigiría la conquista musulmana de la península ibérica. Según Kennedy, el reemplazo se produjo en 704 como resultado del empeoramiento de las relaciones entre los dos hermanos: Abd al-Aziz habría destituido a Hassan y nombrado gobernador de Ifriqiya a su protegido Musa ibn Nusayr para reafirmar su autoridad, y la de Egipto, sobre el Norte de África. De acuerdo a Collins, el reemplazo se produjo en 705 como parte de los cambios en el personal administrativo tras el fallecimiento de Abd al-Aziz y Abd al-Malik, y la asunción del califa Walid I (705-715), hijo del segundo.